# Maison au 13, rue Saint-Maurice à Soultz-les-Bains
La maison au 13, rue Saint-Maurice est un monument historique situé à Soultz-les-Bains, dans le département français du Bas-Rhin.

## Localisation
Ce bâtiment est situé au 13, rue Saint-Maurice à Soultz-les-Bains.

## Historique
L'édifice fait l'objet d'une inscription au titre des monuments historiques depuis 1997.